# Lamenay-sur-Loire
Lamenay-sur-Loire este o comună în departamentul Nièvre din centrul Franței. În 2009 avea o populație de 61 de locuitori.

## Evoluția populației
| An        | 1975 | 1982 | 1990 | 1999 | 2006 | 2009 |
| --------- | ---- | ---- | ---- | ---- | ---- | ---- |
| Populație | 117  | 107  | 76   | 59   | 61   | 61   |